# Jona (namn)
Jona (även Jonah) är ett könsneutralt förnamn, ursprungligen ett hebreiskt mansnamn (hebreiska: יוֹנָה (Yônâh eller Yonáh), latin: Iōnā) med betydelsen "duva".
151 män har namnet i Sverige och 70 kvinnor. Flest bärare av namnet finns i Stockholm och Skåne. Flest män som bär namnet bor i Stockholm där 29 män har namnet och 21 kvinnor i Skåne har namnet.